# Zâmbia nos Jogos Olímpicos de Verão de 1980
A Zâmbia competiu nos Jogos Olímpicos de Verão de 1980 em Moscou, União Soviética. O país voltou aos jogos depois de boicotar os Jogos Olímpicos de Verão de 1976.

## Resultados por evento

### Atletismo
100m masculino
- Charles Kachenjela
  - Eliminatórias — 11.03 (→ não avançou)

200m masculino
- Alston Muziyo
  - Eliminatórias — 22.47 (→ não avançou)

800m masculino
- Archfell Musango
  - Eliminatórias — 1:51.6 (→ não avançou)

1.500m masculino
- Archfell Musango
  - Eliminatórias — 3:53.7 (→ não avançou)

10.000m masculino
- Damiano Musonda
  - Eliminatórias — 29:53.6 (→ não avançou)

Maratona masculina
- Buumba Halwand
  - Final — 2:36:51 (→ 43º lugar)

- Damiano Musonda
  - Final — 2:42:11 (→ 48º lugar)

- Patrick Chiwala
  - Final — não terminou(→ sem classificação)

Revezamento 4x400m masculino
- Charles Lupiya, Alston Muziyo, Archfell Musango, e Davison Lishebo
  - Eliminatórias — 3:14.9 (→ não avançou)

400m com barreiras masculino
- Davison Lishebo
  - Eliminatórias — 51.73 (→ não avançou)

Salto triplo masculino
- Bogger Musaanga
  - Classificatória — 14,79 m (→ não avançou)

### Boxe
Peso galo(54 kg)
- Lucky Mutale
  1. Primeira rodada — Derrotou Moussa Sangare (Mali) nos pontos (5-0)
  2. Segunda rodada — perdeu para Dumitru Cipere (Romênia) nos pontos (5-0)

Peso pena (57 kg)
- Winfred Kabunda
  1. Primeira rodada — Bye
  2. Segunda rodada — Derrotou Takto Youtiya Homrasmy (Laos) depois de os juízes interromperem o confronto no primeiro round.
  3. Terceira rodada — DerrotouBarri McGuigan (Irlanda) nos pontos (4-1)
  4. Quartas-de-final — perdeu para Rudi Fink (Alemanha Oriental) nos pontos (1-4)

Peso leve (60 kg)
- Blackson Siukoko
  1. Primeira rodada — Bye
  2. Segunda rodada — perdeu para George Gilbody (Grã Bretanha) nos pontos (1-4)

Peso meio-médio ligeiro (63,5 kg)
- Teddy Makofi
  1. Primeira rodada — perdeu para Dietmar Schwarz (Alemanha Oriental) nos pontos (0-5)

### Futebol

#### Competição Masculina
- Fase de Grupos (Grupo A)
  - Perdeu para Cuba (0-1)
  - Perdeu para União Soviética (1-3)
  - Perdeu para Venezuela (1-2)
- Quartas-de-final
  - Não avançou
- Jogadores
  - Mirade Mwape
  - Milton Muke
  - Kaiser Kalambo
  - Dickson Makwaza
  - Kampela Katumba
  - Evans Katebe
  - Moses Simwala
  - Clement Banda
  - Alex Chola
  - Godfrey Chitalu
  - Pele Kaimana
  - Fredrick Kashimoto
  - Bernard Mutale
  - Moffat Sinkala
  - Stanley Tembo
  - Ghost Mulenga